# Myopella appendiculata
Myopella appendiculata är en tvåvingeart som först beskrevs av Stein 1904.  Myopella appendiculata ingår i släktet Myopella och familjen blomsterflugor. Inga underarter finns listade i Catalogue of Life.